# Euro-City-Cup 1997/98
Am Euro-City-Cup 1997/98 nahmen 28 Handball-Vereinsmannschaften teil, die sich in der vorangegangenen Saison in ihren Heimatländern qualifiziert hatten. Es war die 5. Austragung des City Cups. Die Pokalspiele begannen am 3. Oktober 1997 und das zweite Finalspiel fand am 25. April 1998 statt. Im Finale konnte TuS Nettelstedt seinen Titel gegen IFK Skövde HK verteidigen.

## Modus
Der Wettbewerb startete mit 12 Spielen im Sechzehntelfinale. Die Sieger zogen in das Achtelfinale ein, in der weitere, höher eingestufte, Mannschaften einstiegen. Alle Runden inklusive des Finales wurden im K.-o.-System mit Hin- und Rückspiel durchgeführt. Der Gewinner des Finales war Euro-City-Cup-Sieger der Saison 1997/98.

## Sechzehntelfinals
|                           | Gesamt |                      | Hinspiel | Rückspiel |
| ------------------------- | ------ | -------------------- | -------- | --------- |
| Dinamo Astrachan          | 48:45  | KIF Kolding          | 26:20    | 22:25     |
| ESN Vrilissia             | 33:56  | Sporting Lissabon    | 21:26    | 12:30     |
| Dukla Prag                | 43:47  | IFK Skövde HK        | 24:19    | 19:28     |
| Polytechnic-Dinamo Donezk | 41:45  | Paris Handball       | 19:24    | 22:21     |
| RK Mladost Bogdanci       | 70:56  | KS Warszawianka      | 36:29    | 34:27     |
| Prule 67 Ljubljana        | 52:44  | HB Dudelange         | 32:23    | 20:21     |
| RK Metković               | 45:47  | SC Szeged            | 19:18    | 26:29     |
| HC Vrbas                  | 45:48  | SSV Brixen           | 22:26    | 23:22     |
| UMFA Mosfellsbær          | 66:63  | UHC Stockerau        | 35:28    | 31:35     |
| V&L Geleen                | 59:64  | Trabzon Belediyespor | 37:27    | 22:37     |
| Fibrex Săvineşti          | 49:43  | HC Herstal           | 28:24    | 21:19     |
| Kadetten Schaffhausen     | 71:49  | JR Klaipėda          | 36:21    | 35:28     |

## Achtelfinals
|                      | Gesamt |                       | Hinspiel | Rückspiel |
| -------------------- | ------ | --------------------- | -------- | --------- |
| SD Octavio Vigo      | 62:50  | Kadetten Schaffhausen | 32:27    | 30:23     |
| IFK Skövde HK        | 51:44  | Fibrex Săvineşti      | 27:18    | 24:26     |
| Paris Handball       | 43:45  | SC Szeged             | 24:19    | 19:26     |
| Dinamo Astrachan     | 45:50  | SSV Brixen            | 28:20    | 17:30     |
| SG Wallau/Massenheim | 59:36  | Prule 67 Ljubljana    | 29:15    | 30:21     |
| Sporting Lissabon    | 57:50  | Trabzon Belediyespor  | 27:20    | 30:30     |
| IL Runar Sandefjord  | 56:59  | UMFA Mosfellsbær      | 30:25    | 26:34     |
| TuS Nettelstedt      | 72:45  | RK Mladost Bogdanci   | 39:26    | 33:19     |

## Viertelfinals
|                  | Gesamt |                      | Hinspiel | Rückspiel |
| ---------------- | ------ | -------------------- | -------- | --------- |
| UMFA Mosfellsbær | 46:49  | IFK Skövde HK        | 25:18    | 21:31     |
| SC Szeged        | 48:54  | TuS Nettelstedt      | 22:25    | 26:29     |
| SD Octavio Vigo  | 55:47  | Sporting Lissabon    | 32:22    | 23:25     |
| SSV Brixen       | 35:46  | SG Wallau/Massenheim | 18:23    | 17:23     |

## Halbfinals
|                      | Gesamt |                 | Hinspiel | Rückspiel |
| -------------------- | ------ | --------------- | -------- | --------- |
| SG Wallau/Massenheim | 52:54  | TuS Nettelstedt | 30:30    | 22:24     |
| SD Octavio Vigo      | 46:51  | IFK Skövde HK   | 25:26    | 21:25     |

## Finale
Das Hinspiel fand am 18. April 1998 in Skövde statt und das Rückspiel am 25. April 1998 in Lübbecke.
|               | Gesamt |                 | Hinspiel | Rückspiel |
| ------------- | ------ | --------------- | -------- | --------- |
| IFK Skövde HK | 45:49  | TuS Nettelstedt | 22:24    | 23:25     |